# Кубічний фут на хвилину
Кубічний фут в хвилину (CFM, англ. Cubic Feet per Minute) — неметрична одиниця швидкості переміщення повітряного потоку, що використовується зазвичай для вимірювання об'ємних витрат рідин і газів. Дорівнює 0,028316846592 м3/хв = 0,0004719474432 м3/c. Також вказується в кубічних метрах за годину (м3/год). При цьому 1 CFM ≈ 1,7 м3/год; 1 м3/хв = 35,3147 кубічним м/м.. Даний показник інформує нас про те, який об'єм повітря вентилятор може переміщати за певний час за умови повної відсутності опору повітряному потоку, тобто при рівному повітряному тиску по обидва боки вентилятора.

## Приклад розрахунку характеристики вентилятора
Позначається буквою Q.
Розрахуємо необхідний об'єм повітря, який потрібно прокачати. Вихідною формулою служить рівняння теплового балансу за умови, що теплопередачею нехтуємо:
N=Q*C*P*(T1-T2), де
- N — потужність системи;
- Q — витрата;
- C — теплоємність повітря;
- P — щільність повітря;
- T — температура (T1 температура всередині системи, T2 температура зовні).

Звідси після підставлення значень З, P і перекладу Q з кубометрів в секунду в CFM отримуємо формулу для практичного використання:
Q=1,8 N/(Т1-Т2)
Ця наближена формула, оскільки теплоємність і щільність повітря залежать від тиску і температури, а вони нам точно невідомі.

## Співвідношення одиниць вимірювання продуктивності
|         | м3/год | м3/хв | л/хв  | л/сек | фут3/хв |
| м3/год  | 1      | 0,017 | 16,67 | 0,27  | 0,59    |
| м3/хв   | 60     | 1     | 1000  | 16,67 | 35,31   |
| л/хв    | 0,06   | 10−3  | 1     | 0,017 | 0,035   |
| л/сек   | 3,6    | 0,06  | 60    | 1     | 2,12    |
| фут3/хв | 1,70   | 0,028 | 28,32 | 0,47  | 1       |